# Spyke
Evan Daniels alias Spyke (Espinas en Latinoamérica) es un personaje ficticio que aparece en los cómics estadounidenses publicados por Marvel Comics, más comúnmente junto con los X-Men en la serie animada X-Men: Evolution. Creado por el escritor Robert N. Skir y el artista Steven E. Gordon, apareció por primera vez en el episodio número 5 "Speed And Spyke" (“Mercurio y Espinas” en Latinoamérica y “Velocidad y Spyke” en España) estrenado el 2 de diciembre del 2000 con la voz de Neil Denis.
Spyke es un estudiante de primer año de secundaria, su poder le permite sacar gruesas espinas deshuesadas de su cuerpo y dispararlas contra el enemigo.
El personaje fue creado originalmente como una forma de diversificar la lista de mutantes de la serie de X-Men. Para los creadores del programa, la red de WB (que dirigió el show) y Marvel Comics era importante contar con un afroamericano. De acuerdo con el productor de la serie Boyd Kirkland, convertir a Bishop (el primer Hombre-X negro) en un adolescente no hubiera funcionado. En un principio la idea era que Spyke fuera el musculoso del equipo y su aspecto era similar a como acabó viéndose en la cuarta temporada, pero Marvel decidió que no les gustaba el ángulo de un "monstruo" y se le dio un aspecto mucho más normal. Al principio se tenía pensado nombrarlo como Armadillo y tendría el cabello con un estilo de trenza africana cosida. Sus poderes son similares a Marrow, un personaje preexistente en los cómics, aunque Kirkland dice que esto no fue intencional.

## Biografía del personaje
Evan Daniels nació en la Ciudad de Nueva York, Estado de Nueva York con un padre sin nombre y su madre Vivian Daniels. Sus poderes mutantes son descubiertos por primera vez durante su juego de baloncesto en la escuela secundaria por su tía Ororo (también conocida como Tormenta, miembro de los X-Men desde hace mucho tiempo), un día después, su compañero de equipo Pietro también sabe sobre sus poderes. La noche siguiente, Tormenta, junto con Cíclope y Jean Grey, se acercaron a los padres de Evan para hablar acerca de sus poderes e invitarlo a asistir al Instituto Xavier. Evan, molesto, se niega y se escapa de la casa.
Él va a su escuela para atrapar al ladrón que sigue entrando en su casillero. Descubre que Pietro es el ladrón, y además es un mutante con poder de súper velocidad. Pietro quien ahora se hace llamar Mercurio (Quicksilver en el idioma original) roba una vez más todos los casilleros de la escuela y escapa dejando a Evan en la escena del delito donde acude la policía y lo arrestan creyendo que él robó los casilleros. Sólo cuando Charles Xavier usa su influencia para ayudar a Evan a salir de la prisión, se une a los X-Men y asiste al Instituto X bajo el nombre clave de Spyke. Con la ayuda de Cíclope y Jean, Spyke arregla sus asuntos con Quicksilver y derrota al veloz mutante. Spyke es absuelto de todos los cargos luego de dejar a Quicksilver inmovilizado a merced de la policía junto a una grabadora que captó su confesión arrogante.
Durante su permanencia con los X-Men, Spyke no quería recibir ningún trato especial de nadie en el instituto por ser sobrino de Tormenta. Aunque le gustaba ser un Hombre X y pensaba en ellos como su familia, Spyke a veces actuaba de forma egoísta y desconsiderada con los demás. Spyke hacía tonterías en clase y al menos en una ocasión abandonó la escuela en medio de una clase para ir a andar en patineta con sus amigos humanos. También llegó tarde a varios ejercicios de entrenamiento en la Sala Peligro, lo que provocó que Tormenta lo reprendiera, además varios de sus compañeros fallaban en el entrenamiento porque Spyke no estaba allí para respaldarlos. Si no fuera porque salvó a Tormenta de Hungan, Spyke habría sido enviado a casa con sus padres debido a su falta de preocupación por la escuela y el ejercicio en la Sala Peligro.
Después de que él y los otros X-Men fueron descubiertos como mutantes, Spyke se enojó con la forma en que estaban siendo tratados. Después de beber Pow-R8, una bebida energética que era tóxica para los mutantes incluso al contacto con la piel, Spyke descubrió que no podía retraer ni controlar completamente sus espinas. Después de ver cuán cruelmente fue tratado por su condición, Spyke se unió a los Morlocks (un grupo de mutantes que no podían hacerse pasar por personas normales debido a sus mutaciones físicas y viven ocultos en las alcantarillas) para luchar por los mutantes que eran acosados debido a que eran diferentes a los humanos normales. Tormenta no lo tomó bien e intentó convencer a Spyke de que regresara, pero él se negó.
Cuando Evan regresó tiempo después, había mutado aún más, la mayor parte de su cuerpo a excepción del rostro y de la cintura hacia abajo, estaba rodeado por una coraza. La parte superior de su cuerpo estaba cubierta por escamas óseas similares a las de un armadillo que le daban un aspecto más robusto, también obtuvo un nuevo poder que le permite encender la punta de sus espinas creando así espinas de fuego. Durante este tiempo, Spyke comenzó a usar sus poderes para luchar contra los humanos que intentaban cometer crímenes de odio contra los Morlocks y contra los mutantes en general. Estas acciones eventualmente lo llevaron a ser el blanco de un grupo de brabucones fanáticos anti-mutantes, liderados por Duncan Matthews. Atacado con armas de minería eléctricas, Spyke estaba acorralado, pero los Morlocks y los X-Men acudieron en su ayuda derrotando a Duncan y sus amigos, que fueron arrestados por la policía poco después de que terminara la batalla. Cuando Tormenta intentó persuadirlo una vez más para que regresara al instituto, Spyke le dijo que los Morlocks lo necesitaban más, por eso eligió quedarse con ellos pero antes de que se marchara Tormenta le respondió que estaba orgullosa de él.
Más tarde ayudó a en la lucha para destruir las Pirámides que emergieron por Apocalipsis. Spyke fue visto por última vez en una toma grupal, en la última escena del episodio final de la serie con los X-Men, los Nuevos Mutantes y sus aliados. En esta toma él trae puesto un pantalón con el mismo diseño que el uniforme de los X-Men, lo que podría significar que finalmente ha regresado al equipo.

## Poderes
Spyke puede hacer crecer gruesas espinas óseas de distinto tamaño de su cuerpo, las cuales puede disparar contra el enemigo o sacarlas para usarlas como armas de combate, también puede retraer sus espinas en caso de que se abstenga de atacar. Necesita tomar leche para reponer el calcio que pierde al usar sus poderes. Spyke es un skater experto, combinó su destreza para la patineta en las batallas. Algo notable es que su cuerpo sella las aberturas que quedan al proyectar sus púas sin dejar cicatrices ni marcas visibles.
En los episodios posteriores a medida que evolucionó su mutación, Spyke adquirió la habilidad de producir espinas de fuego con la punta encendida, aumentando así la magnitud del daño que pueden provocar, y su fuerza es casi el doble que la de un humano promedio. También tiene una coraza protectora ósea alrededor de su cuerpo que no puede retraer. Otra capacidad que ganó es la de hacer crecer pequeñas púas en sus manos y pies para adherirse a las paredes y escalar.

## Apariciones en otros medios
- Una versión de Spyke apareció en X-Babies Stars Reborn como un X-Baby malvado e indestructible.

- En X-Men: días del futuro pasado apareció un joven moreno llamado Daniels, interpretado por Jaa Smith-Johnson. En 1973, un equipo de soldados mutantes conformado por Sapo, Ink, Havok y Daniels se encuentra en Saigón, a punto de ser llevados por William Stryker para el programa de investigación de mutantes de Industrias Trask. Pero Mystique llega y los ayuda a escapar del campamento, Daniels usó sus poderes mutantes para dormir a algunos de los soldados durante la pelea, luego deja Vietnam con los demás, regresando a los Estados Unidos. El mutante tenía un aspecto similar a Spyke, debido a eso, los fanes especulan con que podría ser una adaptación del personaje Evan Daniels de X-Men: Evolution,[5][6] pero sus poderes son completamente diferentes, por otro lado la compañía 20th Century Fox nunca se pronunció al respecto.